# Ligue contre l'impérialisme et l'oppression coloniale
La Ligue contre l'impérialisme et l'oppression coloniale est une organisation affiliée à l'Internationale communiste, qui a vu le jour à Bruxelles en 1927 et qui s'est éteinte en 1936.
La ligue a eu successivement son siège à Berlin et Londres.

## Naissance (1927)
Le congrès fondateur de la Ligue contre l'impérialisme et l'oppression coloniale s'ouvre au palais d'Egmont à Bruxelles le 10 février 1927, en présence de 173 délégués, appartenant à 134 organisations, associations ou partis politiques de 37 pays.
Le congrès, qui vise à l'organisation d'un mouvement anti-impérialiste de masse au niveau mondial, s'inscrit dans la stratégie communiste du moment. Pour le Komintern, la seule raison à la création d'une organisation internationale contre le colonialisme et l’impérialisme est de « jouer le rôle d’intermédiaire entre le Comintern et les organisations nationalistes dans les colonies ». Il confirme l'engagement de celui-ci, depuis 1924, en direction de « L'Orient » (pays coloniaux et semi-coloniaux), et la recherche laborieuse de convergences avec l'aile gauche de la IIe Internationale.
La création de cette ligue, dont le siège est fixé à Berlin puis à Londres, est notamment liée à l'essor révolutionnaire que connaît la Chine depuis 1926 et aux efforts de l'Internationale communiste pour se rapprocher du Kuomintang, parti nationaliste qui le dirige.
Quant à l'initiative, elle émane officiellement de formations et personnalités diverses : l'African National Congress (A.N.C.) d'Afrique du Sud, l'Étoile nord-africaine, Albert Einstein, Henri Barbusse, Jawaharlal Nehru, de pacifistes comme Gabrielle Duchêne, de socialistes de gauche comme l'Anglais Fenner Brockway, de membres de la Ligue des droits de l'homme comme Victor Basch, etc. Le tout est orchestré par un homme de confiance du Komintern, l'Allemand Willy Münzenberg. 
Trois points dominent les débats à Bruxelles : la lutte d'émancipation en Chine, les interventions des États-Unis en Amérique latine, les revendications "nègres". S'agissant de ces dernières, elles sont présentées à la tribune par le Sud-Africain Gumene, l'Antillais Bloncour, de l'Union intercoloniale, et Lamine Senghor. Le président du Comité de défense de la race nègre s'arrête longuement sur les exactions commises au Congo et conclut : « L’exploitation impérialiste a pour résultat l'extinction graduelle de races africaines. Leur culture va se perdre (...). Pour nous, la lutte contre l'impérialisme est identique à la lutte contre le capitalisme ». Messali Hadj, de son côté, réclame « l'indépendance totale de l'Algérie ».
Un « Manifeste » est finalement adressé « à tous les peuples coloniaux et aux travailleurs et paysans du monde » les appelant à s'organiser pour lutter « contre l'idéologie impérialiste ».

## Fonctionnement et difficultés (1926-1931)
Le succès du Congrès de Bruxelles prend Münzenberg et le Komintern au dépourvu. Pour cette raison, ceux-ci n'ont aucun plan concret quant à la manière de développer la LCI. 
Ignoré puis boycotté par l'Internationale socialiste (Longuet parle de « vague parlotte soviétique »), le congrès ne se révèle guère plus fructueux du côté chinois : le 12 avril suivant, le Kuomintang entre à Shanghai et y massacre les communistes qui lui en ont ouvert les portes, tout comme il écrase en décembre la « Commune de Canton ». La politique d'alliance avec les nationalistes proclamée par la Ligue contre l'impérialisme fait faillite.
Tirant la leçon de l'échec, le VIe Congrès de l'internationale communiste en 1928 vire complètement de bord et dénonce, dans le cadre de ce qu'il nomme « la troisième période du mouvement ouvrier » (reconstruction sur des bases nouvelles du capitalisme de l'après-guerre impérialiste), le « social-fascisme ». Bien entendu ce changement de cap pèse fort sur le IIe Congrès de la Ligue réuni à Francfort fin juillet 1929. 84 délégués des « pays opprimés » y siègent et l'affrontement entre communistes et « bourgeois nationaux-réformistes » atteint une violence extrême. La vie réelle de l'organisation en reste profondément affectée : elle végète jusqu'à ce qu'en 1935 le VIIe Congrès de l'internationale communiste lui accorde en coulisse un discret permis d'inhumer. Nehru en est déjà exclu pour « trahison » et Einstein, président d'honneur, a démissonné parce qu'« en désaccord avec la politique pro-arabe de la Ligue en Palestine ». Mais surtout le mouvement n'a jamais rencontré « les masses » espérées. Il est demeuré affaire d'intellectuels.
Dans son fonctionnement, la Ligue contre l'impérialisme reste entièrement inféodée à Moscou : « lorsque le secrétariat international recevait des informations de ses sections, celles-ci étaient consciencieusement envoyées à Moscou. En somme, toutes les décisions importantes concernant des questions de personnel ou de budget étaient prises à Moscou ; y compris la rédaction du matériel politique tel que les résolutions de congrès, les manifestes, les pamphlets ou le matériel pour les publications officiels de la LCI. »

## Échec définitif (1932-1936)
La section française, dirigée par Léo Wanner, ne dépasse guère les 400 adhérents, dénombrés en 1932 pendant une brève période. Quant aux quelques militants effectifs, ils ne cessent de se déchirer entre eux. Le secrétaire Jacques Ventadour déclare dès mai 1927 devant la commission coloniale du P.C., qu'il s'agit de « plumer la volaille des anticolonialistes sentimentaux » ? Sans doute vise-t-il les « notabilités bourgeoises » qui, comme Romain Rolland, Vincent de Moro-Giafferri et Henry Torrès, Léon Werth ou Georges Pioch ont peu à voir avec les stratèges de l'IC. D'autant que les communistes « coloniaux » brillent par leur absence. La seule initiative d'importance est un meeting originé le 26 avril 1927 devant 600 personnes, où prennent la parole Félicien Challaye au nom de la Ligue des droits de l'homme, Jean Zyromski, SFIO de gauche, Paul Vaillant-Couturier pour le Parti communiste, Lamine Senghor et un représentant du Kuomintang. Un essai de réactivation en 1933, avec la publication du Journal des peuples opprimés (13 numéros), des appels en faveur des Tunisiens (1934) et des Éthiopiens (1935) n'ont pas plus d'écho. L'ultime signe de vie de la Ligue, que les communistes ont entièrement abandonnée, est une sage conférence sur le mouvement révolutionnaire hindou, en février 1936 salle de la Mutualité à Paris. 
Pour l'histoire, la Ligue reste malgré tout la première tentation d'opposition internationale au système colonial. Le projet, initialement échafaudé par l'internationale communiste et sa branche française pour sortir de leur isolement, a beau avoir échoué, le mythe d'un vaste complot bolchevik téléguidé de Moscou à travers l'Empire en sort renforcé[réf. nécessaire].